# Harry Ngata
Heremaia „Harry“ Ngata (* 24. August 1971 in Wanganui) ist ein ehemaliger neuseeländischer Fußballspieler, der unter anderem in England und Irland aktiv war.

## Karriere
1989 begann Ngata seine Karriere in England bei Hull City und war dort bis 1992 aktiv. Von 1994 bis 1995 spielte er in Australien bei den Melbourne Zebras. Im Jahr 1995 spielte er bei den Bulleen Lions und North Shore United, 1996 bei den Thomastown Zebras, 1997 bei den Bulleen Inter Kings, früher Bulleen Lions. Von 1998 bis 1999 war er für Bohemians Dublin aus Irland aktiv, im Sommer 1999 wechselte er zu den Auckland Football Kingz. 2004 beendete er seine Karriere.
Mit der neuseeländischen Nationalmannschaft gewann Ngata 1998 den OFC-Nationen-Pokal im Finale gegen Australien. Außerdem spielte er mit seinem Land beim Konföderationen-Pokal 1999 in Mexiko. Insgesamt bestritt er 28 Länderspiele.

## Erfolge
- OFC-Nationen-Pokal:
  - 1998